# Ichneumon extensorius
Ichneumon extensorius is een insect dat behoort tot de orde van de vliesvleugeligen (Hymenoptera) en de familie van de gewone sluipwespen (Ichneumonidae). De wetenschappelijke naam van de soort werd gepubliceerd door Linnaeus in 1758 in de tiende editie van Systema naturae. 